# Leys d'amors

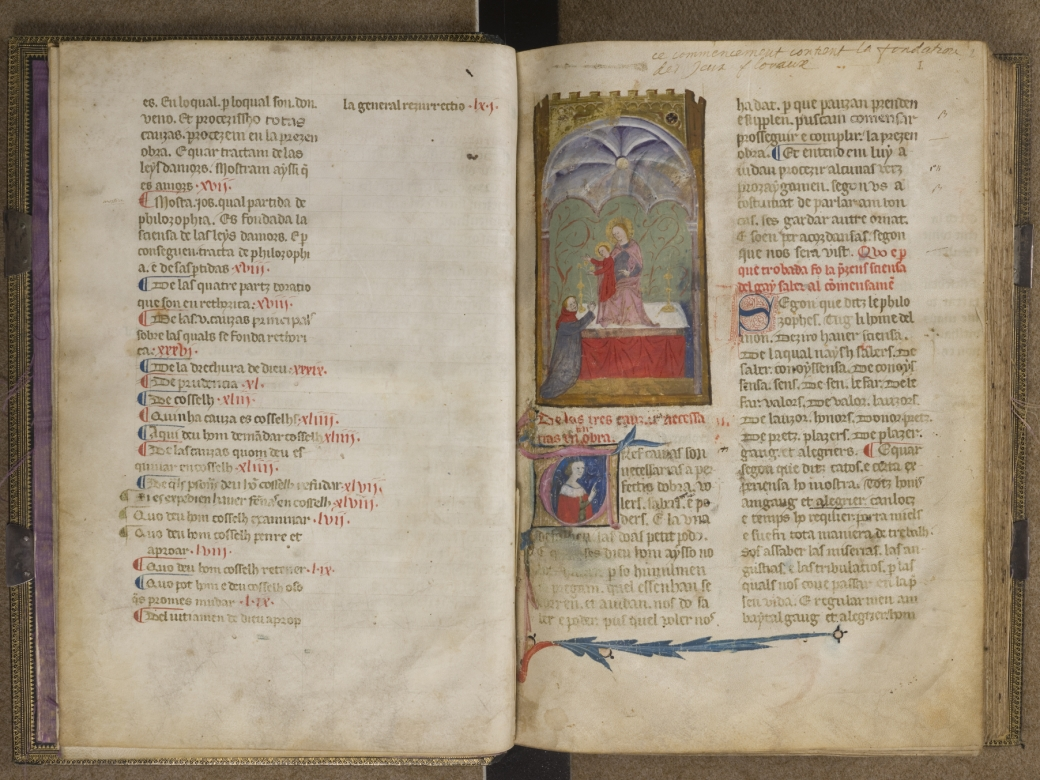
El manuscrito

Leys d'amors  o Flors del Gay Saber son títulos de un texto redactado en sucesivas etapas a lo largo de las décadas centrales del siglo XIV por Guilhem Molinier y Joan de Castellnou. Entre las múltiples versiones, en prosa y verso, está la titulada Flors del Gay Saber ("Flores del gay saber"), traducida al francés en el siglo XIX por el Marquis d'Aguilar y Gatien Arnault, compuesta de cinco volúmenes y que precede a la versión "oficial" de las Leys d'amors en tres volúmenes de Molinier.
Aunque se inspiran en algunas obras precedentes (consideradas "menores", como el Breviari d'Amor de Matfre Ermengau) se tiene a las Leys por el primer y más importante tratado provenzal en el que se codifican formas y estilemas usados por los trovadores, ya pasado el periodo áureo de la poesía trovadoresca (los siglos XII y XIII); una suerte de gramática normativa o arte poética para la lengua occitana. Fue encargada por el Consistori del Gay Saber (también llamado "de la gaya ciencia" o "de los siete trovadores de Tolosa" -el propio texto recoge que ha sido encargado por un consejo o consistorio de siete jueces o mantenedors, presidido por un canciller) a Guilhem Molinier, quien hizo una primera redacción (1328-1338), donde poder juzgar, sobre la base de esta codificación, las justas poéticas o juegos florales que esa institución convocaba anualmente. Tal código reglamentario fue "exportado" a la corte barcelonesa del rey Juan I de Aragón (Consistori de Barcelona).
Se hicieron dos sucesivas nuevas redacciones: en 1337-1343 y en 1355-1356, a cargo de Joan de Castellnou.
Las Leys d'Amors no prescriben sólo normas para forma, estilema y correcto uso de la lengua occitana en las composiciones poéticas, sino también reglas que atañen al contenido, a las buenas maneras (maniere), a la moral, a la religión, una suerte de galanteo ante litteram tocante al comportamiento poético y moral que debería tener la poesía en su conjunto. Así, las Flors del Gay Saber se proponen

... enseñar a los amantes [vale decir, a los poetas] de qué manera deben amar, y con cuál entendimiento, y con cuál amor; y para refrenar a los falsos amantes y para eliminar sus deseos abyectos e impulsos deshonestos, de modo que ningún trovador, que sea un fiel amante, sucumba al amor vil o deseo abyecto. Y que estas leyes de amores son hechas, entre otras, por dos causas especialmente. La primera, para enseñar a los poetas novicios cómo expresarse en lengua romance, y la segunda, para refrenar a los falsos amantes y para eliminar y prohibir sus deshonestos y no legítimos deseos.
... per essenhar lors aymadors per qual maniera devon amar. Et ab aquel entendemen. E de qual amor. E per refrenar los fols aymadors. Et per ostar lors avols amors e lors avols deziriers els dezonetz movemens. Quar degun temps lunhs bos trobadors que sia estatz lials amayres. No sentendec. En avol amor. Ni en dezonest dezerier. E car aquestas Leys damors son fachas per doas cauzas especialmen. Entre las autras. La una per essenhar los noels dictadors per qual maniera sapian dictar en Romans. E la segonda per refrenar los fols aymadors e per ostar et esquivar lors dezonestz e no legutz deziriers.

Como puede notarse, a pesar de estar inspiradas en la precedente tradición poética occitana, las Leys d'Amors condenan claramente ciertos aspectos adúlteros del amor cortesano, típicos de la edad de oro de la poesía trovadoresca, hecho que testimonia la separación con respecto a ese período.
El Act de dictier de Eustache Dechamps, en lengua de oïl, es el equivalente de las Leys occitanas, de las que toma abundante material.